# Keith Johnson
Keith Littlewood Johnson (ur. 15 lutego 1897 w Port Frederick w Tasmanii, zm. 1960 w Singapurze) – singapurski żeglarz, olimpijczyk.
Wystąpił na Letnich Igrzyskach Olimpijskich 1956 w klasie Dragon, razem z Nedem Holidayem, Kennethem Goldingiem i Robertem Ho. Zajęli ostatnie 16. miejsce.
Pracował w policji wodnej. Sekretarz Singapore Turf Club. Po przejściu na emeryturę osiadł w Australii. Zmarł w 1960 roku w Singapurze.